# Simba Makoni
Simbarashe Herbert Stanley Makoni (född 22 mars 1950) var en av huvudkandidaterna i presidentvalet i Zimbabwe 2008. Han har tidigare varit finansminister i Zanu-PF:s regering och är fortfarande partimedlem. I valet 2008 ställde han dock upp som oberoende kandidat.